# Aeroportul Mary's Harbour
Aeroportul Mary's Harbour (IATA: YMH, ICAO: CYMH) este un aeroport din Mary's Harbour⁠(d), Newfoundland și Labrador, Canada ce deservește zona Mary's Harbour⁠(d). A fost numit după zona deservită.
Situat la o altitudine de 11 m, aeroportul dispune de o singură pistă. Este operat de government of Newfoundland and Labrador⁠(d).